# Yerington
Yerington város az USA Nevada államában, Lyon megyében, melynek megyeszékhelye is. Lakosainak száma 3121 fő (2020. április 1.).

## Népesség
A település népességének változása:

| 2010 | 3 048 |
| 2020 | 3 121 |